# قبادوز
قبادوز (بالتركية: Kabadüz)‏ هي بلدة ومُديريَّة تقع في ولاية أردو بتركيا. تصل مساحتها إلى 351.9 كم²، وترتفع عن سطح البحر حوالي 545 م.